# Digital krets
Digital krets, en elektrisk krets med digitala komponenter baserad på ett antal åtskilda spänningsnivåer, vanligen två, där den ena ligger nära noll volt och den andra har en högre nivå bestämd av matningsspänningen. Dessa två nivåer kallas ofta "Låg" och "Hög". Läran om digitala kretsar kallas digitalteknik.

## Spikbildare

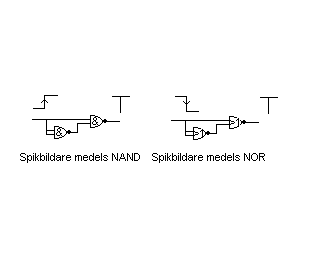
Digitala hasarder

Vidstående bild visar ett par sätt att generera spikar eller hasarder beroende på vilken flanktyp man vill ska vara aktiv (detta används i flanktriggade vippor). Spikbildningen genereras på grund av den fördröjning (grindfördröjning) som alltid finns hos digitala kretsar. Bilden till vänster genererar således en spik då insignalen går hög. Detta för att NAND-grinden är hög när ingångarna är låga. Men när ingången sen går hög så tar det en pytteliten stund innan inverteraren (som här har gestaltats med hjälp av en NAND-grind med kortslutna ingångar) går låg. Under denna lilla stund är således båda ingångarna höga vilket får till följd att utgången blir kortvarigt låg. Denna spik är av storleksordningen nanosekunder och det kan hända att detta inte räcker för att till exempel nollställa en räknare. Man kan då prova att montera en liten kondensator på utgången av inverteraren för att ytterligare slöa ner den och därmed få en kraftigare spik. Alternativt kan man koppla flera (udda antal) inverterare i serie.

## Frekvenshalverare

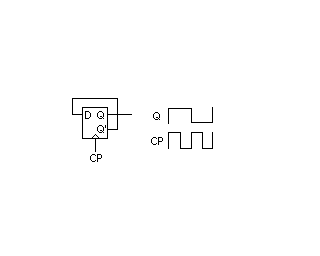
T-vippa

Bilden visar en frekvenshalverare eller en så kallad T-vippa. Denna vippa byter tillstånd varje gång klockan (CP) går hög (eller låg beroende på flanktriggningen hos D-vippan vilken dock brukar vara positiv). T-vippan är med andra ord en specialvariant av D-vippa där den inverterande utgången Q' har återkopplats till ingången. Detta får till följd att det krävs två flanker för att vippan ska gå från hög till låg. Därav frekvenshalveringen.

## Monostabil multivibrator

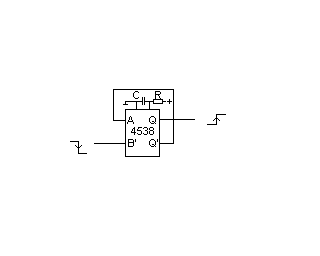
Monostabil multivibrator

Bilden visar en monostabil multivibrator. Ordet mono betyder en och avser här att den endast har ett stabilt tillstånd. Eftersom kretsen ofta även har en inverterande utgång, Q', så är det svårt att säga vilket tillstånd som är det stabila men normalt brukar man säga att det normala tillståndet är låg medan det aktiva tillståndet är hög. Just denna krets triggas av negativ flank på B' varefter Q går hög under:
{\displaystyle T=0,72RC\ } sekunder
vilket naturligtvis bara gäller för angiven krets men principen är densamma oavsett krets.

## Kontaktstudseliminator

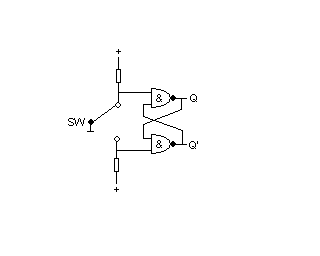
En kontaktstudseliminator

Bilden visar ett par korskopplade NAND-grindar. Dessa utgör en minnescell. Antag att SW står i läge nedåt. Q' kommer då garanterat vara hög (då NAND står för Not AND och alltså bara är låg när båda ingångarna är höga) och Q kommer att vara låg då båda dess ingångar är höga. När sedan SW byter läge kommer Q' genast gå låg samtidigt som Q går hög. När SW är i luften behålls det tidigare värdet och tillståndsbytet sker bara en gång. Detta gör att kontaktstudsar elimineras. 
Denna koppling är mycket effektiv när man vill koppla in brytare till processorer. Man slipper alltså filter och/eller speciella rutiner för att mjukvarumässigt filtera en insignal. Nackdelen är att brytaren måste ha två lägen så det fungerar alltså inte med vanliga tryckknappar.